# Herb Krymu
Herb Krymu przedstawia w polu czerwonym srebrnego idącego gryfa trzymającego w łapie muszlę z błękitną perłą. Nad tarczą (normańską) złote wschodzące promieniste słońce. Po bokach tarczy dwie kolumny jońskie połączone wstęgą w barwach flagi krymskiej. Pośrodku wstęgi dewiza "Procwietanie w jedinstwie" ("Rozkwit w jedności"). Herb jest używany zarówno przez Autonomiczną Republikę Krymu, jak i Republikę Krymu.
Czerwona barwa tarczy nawiązuje do dramatycznej historii Krymu.
Kolumny jońskie nawiązują do starożytnych kolonii greckich na terenie Krymu. Wizerunek gryfa (strażnik kopalni złota) wywodzi się z rewersu greckich złotych monet, bitych w Pantikapaionie (obec. Kercz) od V do I wieku p.n.e.
Herb i flaga Republiki Autonomicznej Krymu zostały przyjęte 24 września 1992 r. na IX sesji Rady Najwyższej Republiki Autonomicznej Krymu.

## Historia

Teodoro pocz. XIV wieku-1475
Chanat Krymski 1427–1783
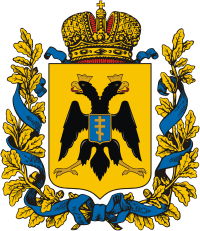
Gubernia taurydzka 1802–1921
Samorząd Krymski 1918–1919
Krymska Autonomiczna Socjalistyczna Republika Radziecka 1921–1941, 1944–1945 i 1991–1992